# 불장어
불장어(fire eel, 학명: Mastacembelus erythrotaenia 마스타켐벨루스 에리트로타에니아[*])는 캄보디아, 인도네시아, 라오스, 말레이시아, 태국, 베트남 등지에서 발견되는 대형 담수어이다.
이름은 "장어"지만 사실 장어목에 속하는 장어가 아니다. 바퀴자국장어, 공작장어 등과 함께 드렁허리목 걸장어과에 속한다.
야생에서는 길이 1.2 미터까지 사라지만 수족관에서는 55 센티미터 정도가 최대 크기이다.